# Baron Willoughby de Broke

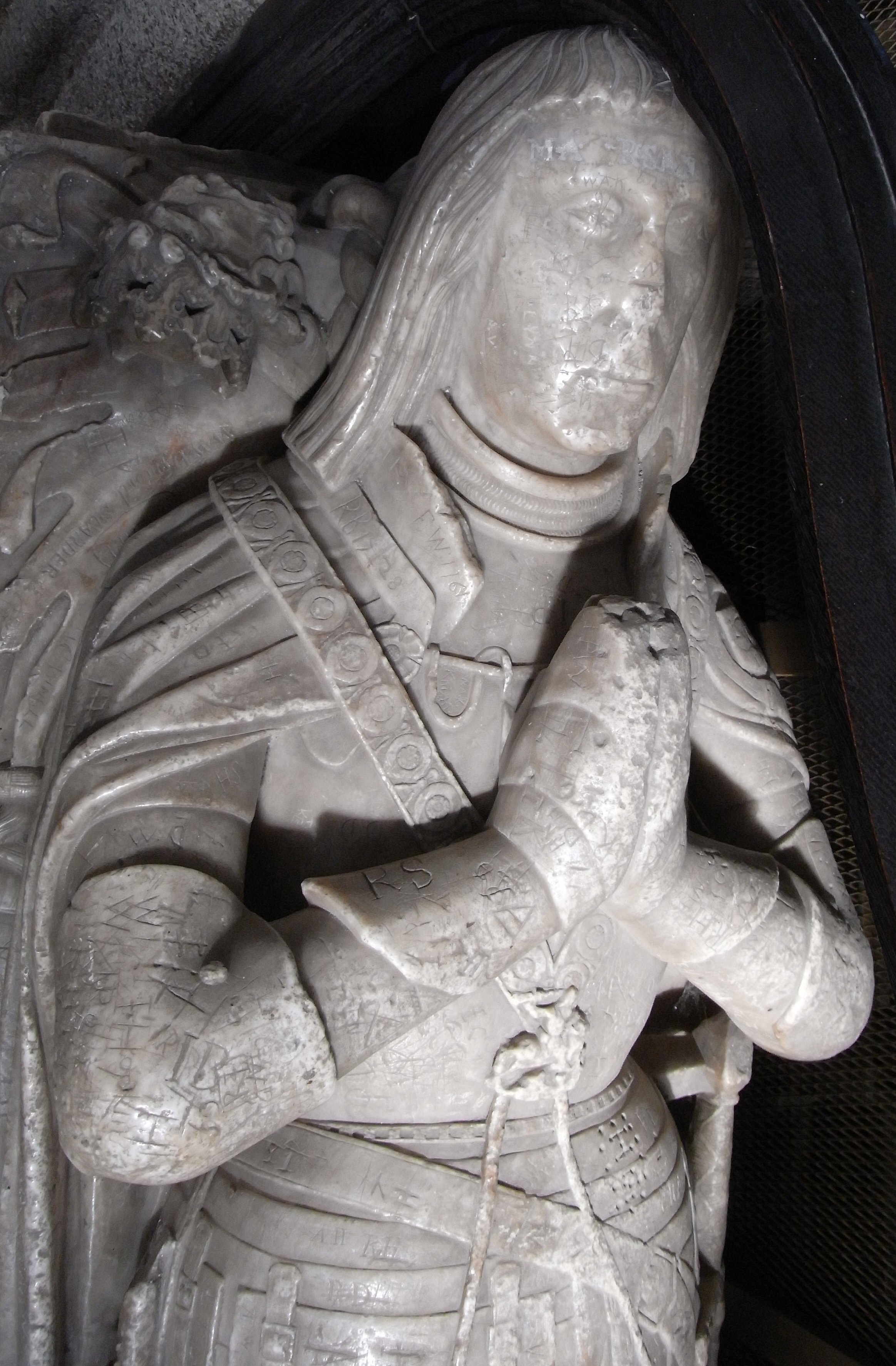
Epitaph des Robert Willoughby, 1. Baron Willoughby de Broke

Baron Willoughby de Broke ist ein erblicher britischer Adelstitel in der Peerage of England.

## Verleihung und weitere Titel
Der Titel wurde am 12. August 1491 für den Ritter des Hosenbandordens Sir Robert Willoughby geschaffen, indem dieser durch Writ of Summons ins House of Lords berufen wurde. Als Barony by writ ist der Titel in Ermangelung männlicher Nachkommen auch in weiblicher Linie vererbbar.
Der Titel fiel beim Tod des 2. Barons, 1521, in Abeyance zwischen den drei Töchtern seines einzigen, 1517 gestorbenen Sohnes Edward, Elizabeth († 1562), Anne († 1528), Blanche († nach 1535/vor 1545). Nach heutiger Rechtsauffassung endete die Abeyance, als Anne und Blanche kinderlos starben und der Anspruch auf den Titel Elizabeth als Alleinerbin zufiel. Elizabeth und ihre nächsten sieben Erben, waren sich des Anspruches offenbar nicht bewusst und machten diesen zu Lebzeiten nie geltend. Erst ihr Nachkomme Sir Richard Verney erwirkte am 13. Februar 1696 beim House of Lords die Bestätigung des Titels für ihn als 11. Baron (sowie die rückwirkende Bestätigung seiner Vorfahrenlinie als de iure Barons).
Der de iure 5. Baron wurde 1621 in der Peerage of England auch zum Baron Brooke erhoben. Aufgrund einer besonderen Erbregelung fiel dieser Titel bei seinem Tod an eine andere Linie der Familie.
Die ersten beiden Barone Willoughby de Broke waren aus heutiger Sicht de iure auch Inhaber des 1299 in der Peerage of England geschaffenen Titels Baron Latimer als 9. bzw. 10. Baron, machten diesen Titel aber zu Lebzeiten nicht geltend. Dieser Titel fiel 1521 in Abeyance und ruht seither.
Stammsitz der Barone war Brook Hall in Heywood bei Westbury in Wiltshire, auf den sich auch der Zusatz de Broke bezieht.

## Liste der Barone Willoughby de Broke (1491)
- Robert Willoughby, 1. Baron Willoughby de Broke (um 1452–1502)
- Robert Willoughby, 2. Baron Willoughby de Broke (1472–1521) (Titel abeyant 1521)
- Elizabeth Willoughby, de iure 3. Baroness Willoughby de Broke († 1562) (Abeyance de iure beendet vor 1545)
- Sir Fulke Greville, de iure 4. Baron Willoughby de Broke (um 1526–1606)
- Fulke Greville, 1. Baron Brooke, de iure 5. Baron Willoughby de Broke (1554–1628)
- Margaret Greville, de iure 6. Baroness Willoughby de Broke (um 1561–1631)
- Greville Verney, de iure 7. Baron Willoughby de Broke (um 1586–1642)
- Greville Verney, de iure 8. Baron Willoughby de Broke (um 1620–1648)
- Sir Greville Verney, de iure 9. Baron Willoughby de Broke (1649–1668)
- William Verney, de iure 10. Baron Willoughby de Broke (1668–1683)
- Richard Verney, 11. Baron Willoughby de Broke (1621–1711) (Titel bestätigt 1696)
- George Verney, 12. Baron Willoughby de Broke (1659–1728)
- Richard Verney, 13. Baron Willoughby de Broke (1693–1752)
- John Peyto-Verney, 14. Baron Willoughby de Broke (1738–1816)
- John Peyto-Verney, 15. Baron Willoughby de Broke (1762–1820)
- Henry Peyto-Verney, 16. Baron Willoughby de Broke (1773–1852)
- Robert Verney, 17. Baron Willoughby de Broke (1809–1862)
- Henry Verney, 18. Baron Willoughby de Broke (1844–1902)
- Richard Verney, 19. Baron Willoughby de Broke (1869–1923)
- John Verney, 20. Baron Willoughby de Broke (1896–1986)
- David Verney, 21. Baron Willoughby de Broke (* 1938)

Titelerbe (Heir Apparent) ist der Sohn des aktuellen Titelinhabers, Hon. Rupert Greville Verney (* 1966).